# Edimo Mura
Edimo Mura (Borore, 1933 – Macomer, 10 dicembre 2008) è stato un pittore e incisore italiano.

## Biografia
Nato a Borore, piccolo comune del Marghine, nel centro Sardegna, nel 1933, affianca alla professione di maestro di scuola elementare, la passione per la pittura e l'incisione. 
Nel corso degli anni dedica la sua attenzione allo sviluppo delle tecniche della xilografia, serigrafia, litografia della puntasecca e dell'acquaforte.
Assieme a Carmelo Floris ed altri incisori sardi, ha contribuito a definire questo filone artistico a livello regionale, contribuendo a rappresentare il volto autentico della Sardegna: dai mestieri tradizionali, ai simboli archeologici, al mondo pastorale, ai paesaggi agresti.
Nel suo laboratorio a Macomer ha ospitato per anni un laboratorio artistico, dove si sono formati vari artisti locali.

## Opere artistiche
Nel corso del suo percorso artistico, Edimo Mura ha dedicato particolare attenzione alla rappresentazione di episodi tratti dalla tradizione locale, ai mestieri tradizionali, al cavallo, ai riti religiosi ed ai paesaggi storici/archeologici del territorio. 
Le sue opere sono ospitate in varie gallerie, tra cui nel "Museo della Xilografia" di Carpi  e nella "Pinacoteca comunale Carmelo Floris" di Olzai.
Una selezione delle sue opere più importanti sono state pubblicate come illustrazioni nella pubblicazione "La figura, il pensiero e l'opera di Nino Carrus", curata dall'Associazione Nino Carrus. Edimo Mura, infatti, era un caro amico di Nino Carrus. 
Il Comune di Borore ha in progetto la creazione di una pinacoteca stabile dedicata. Il legame con il suo paese natale è, infatti, caratterizzato da una costante presenza degli scorci del centro abitato di Borore nelle rappresentazioni dell'artista. A Borore, è dedicata una xilografia "Omaggio a Borore" che negli anni è diventata quasi il simbolo locale, replicato sotto forma di bassorilievo ligneo all'interno dell'aula consiliare del comune.